# Ochicanthon devagiriensis
Ochicanthon devagiriensis är en skalbaggsart som beskrevs av Mamiyil Sabu och Latha 2011. Ochicanthon devagiriensis ingår i släktet Ochicanthon och familjen bladhorningar. Inga underarter finns listade i Catalogue of Life.